# Rose Marie Beck
Rose Marie Beck (* 3. November 1964 in Luzern, Schweiz) ist eine deutsche Afrikanistin. Seit dem 1. März 2024 ist sie Rektorin der Hochschule Karlsruhe. Zuvor war sie Professorin am Institut für Afrikastudien der Universität Leipzig.

## Werdegang
Rose Marie Beck wuchs mit fünf Geschwistern am Vierwaldstättersee auf. Sie lebte ab 1986 im Rheinland. Sie studierte an der Universität zu Köln Afrikanistik, Germanistik und Pädagogik.
Nach mehreren Forschungsaufenthalten in Mombasa promovierte sie im Jahr 2000 in Köln mit einer Dissertation über den mit sprichwortähnlichen Texten bedruckten Wickelstoff leso (kanga), mit dem Frauen der Swahili gesellschaftlich schwierige Themen kommunizieren können, ohne zu sprechen. Zwischen 1999 und 2009 war sie am Institut für Afrikanische Linguistik an der Universität Frankfurt tätig. In ihrer Habilitationsschrift (2008) befasste sie sich mit den Aushandlungsprozessen eines Wasserkomitees in einer kommunalen Region Namibias. Die Arbeit entstand im Rahmen des von der Volkswagenstiftung geförderten Projektes „Language, Gender and Sustainability“.
Rose Marie Beck war von 2010 bis 2024 Professorin (W3) für Afrikanistik (afrikanische Sprachen und Literaturen) am Institut für Afrikastudien der Universität Leipzig. Von 2018 bis 2022 war sie Dekanin der Fakultät für Geschichte, Kunst- und Regionalwissenschaften sowie 2019 bis 2022 Dekansprecherin der Universität Leipzig. Während der COVID-19-Pandemie gehörte sie ab 2020 dem Krisenstab der Universität an.
Sie absolvierte Forschungsaufenthalte in Kenia, Tansania und Namibia. Sie war Gastwissenschaftlerin an der niederländischen Universität Leiden (1996) und der Universität Stellenbosch in Südafrika (2016).
Am 20. Oktober 2023 wurde Rose Marie Beck zur neuen Rektorin der Hochschule Karlsruhe gewählt und hat am 1. März 2024 ihre Dienstgeschäfte aufgenommen.
Sie ist geschieden und hat zwei erwachsene Kinder.

## Forschung
Rose Marie Becks besonderes Interesse gilt der Frage nach der „Erfindung“ von Sprache bzw. nach den in diesem Begriff hinterlegten Ideen und Praktiken.
Sie ist Hauptantragstellerin des von der Volkswagenstiftung 2019 bis 2027 geförderten Projektes „Recalibrating Afrikanistik“ (Afrikanistik neu denken). Das Projekt verbindet die Universitäten Köln und Bayreuth in Deutschland sowie die Partneruniversitäten Stellenbosch (Südafrika), Moi (Kenia) und Wukari (Nigeria) und zielt auf die Öffnung der Afrikanistik und deren Anschlussfähigkeit an die Regionalwissenschaften ab.
Im DFG-Projekt „Doing the City. Socio Spatial Navigation in Urban Africa“ (2017–2020, mit Katja Werthmann) wurden urbane Praktiken der Wissensproduktion im Sinne der Kennbarkeit von Städten erforscht. In ihrer eigenen, experimentellen Forschung dazu verfolgte Rose Marie Beck Strom- und Wasserkabel auf Sansibar.
Regional hat sie zu Ostafrika (Swahili), Namibia (Herero) und Südafrika (Afrikaans) gearbeitet.

## Auszeichnungen
Für ihren Artikel über HIV-AIDS-Aufklärung „Tusidanganyane - let's not fool ourselves! Knowledge production and HIV prevention in Nairobi (Kenya)“ erhielt sie den “KfW–Förderpreis für entwicklungsrelevante Forschung” in der Kategorie „Exzellenzpreis“ des Jahres 2010.

## Publikationen (Auswahl)
Monografien
- Texte auf Textilien in Ostafrika. Sprichwörtlichkeit als Eigenschaft ambiger Kommunikation. Rüdiger Köppe Verlag, Köln 2001, ISBN 3-89645-266-5.
- Bridging the language gap. Approaches to Herero verbal interaction as development practice in Namibia. Rüdiger Köppe Verlag, Köln 2011, ISBN 978-3-89645-890-2.

Herausgeberin
- African media cultures. Transdisciplinary perspectives/Cultures de médias en Afrique (Englisch und Französisch), Rüdiger Köppe Verlag, Köln 2004, ISBN 3-89645-246-0.
- Language and development. Rüdiger Köppe Verlag, Köln 2013, ISBN 978-3-89645-720-2.

Beiträge
- Verbale und nonverbale Kleiderkommunikation am Indischen Ozean (Swahili, Ostafrika). In: Feministische Studien. Heft 2, 2003, S. 239–253.
- „Deep Language“ Crossing Borders. In: R. M. Beck, K. Kai (Hrsg.): Abdilatif Abdalla : Poet in Politics. Mkuki na Nyota Publishers, Tanzania 2015, S. 3–10.
- Tusidanganyane – let's not fool ourselves! Knowledge production and HIV prevention in Nairobi (Kenya). In: Sociolinguistic Studies. Band 10, Nr. 1, 2016, S. 15–43.
- Language as Apparatus: Entanglements of Language, Culture and Territory and the Invention of Nation and Ethnicity. In: Postcolonial Studies. Band 21, Nr. 2, 2018, S. 1–24. (tandfonline.com, Abstract)